# Bernhard Brugger
Bernhard Brugger (Salzburg, 25 december 1966) is een voormalig Oostenrijks voetbalscheidsrechter. Hij was in dienst van FIFA en UEFA tussen 2001 en 2010. Ook leidde hij wedstrijden in de Oostenrijkse Bundesliga.
Op 4 november 1999 floot Brugger zijn eerste wedstrijd in de UEFA Cup. Vitesse en RC Lens troffen elkaar in de tweede ronde (1–1). In dit duel hield de Oostenrijkse leidsman de kaarten op zak. Zijn eerste wedstrijd in de UEFA Champions League volgde op 11 juli 2001, toen in de tweede ronde KR Reykjavík met 2–1 won van Vllaznia Shkodër. Brugger gaf in dit duel zes maal een gele kaart, waarvan twee aan dezelfde speler.

## Interlands
| Datum             | Plaats                | Wedstrijd                    | Uitslag | Competitie           | Kreeg geel | Kreeg voor de tweede keer geel en dus rood | Weggestuurd |
| ----------------- | --------------------- | ---------------------------- | ------- | -------------------- | ---------- | ------------------------------------------ | ----------- |
| 2 juni 2001       | Ljubljana, Slovenië   | Slovenië – Luxemburg         | 2 – 0   | WK 2002 kwalificatie | 1          | 0                                          | 0           |
| 27 maart 2002     | Rostock, Duitsland    | Duitsland – Verenigde Staten | 4 – 2   | Vriendschappelijk    | 1          | 0                                          | 0           |
| 21 augustus 2002  | Triëst, Italië        | Italië – Slovenië            | 0 – 1   | Vriendschappelijk    | 6          | 0                                          | 0           |
| 7 juni 2003       | Attard, Malta         | Malta – Cyprus               | 1 – 2   | EK 2004 kwalificatie | 6          | 0                                          | 1           |
| 6 juni 2004       | Teplice, Tsjechië     | Tsjechië – Estland           | 2 – 0   | Vriendschappelijk    | 1          | 0                                          | 0           |
| 8 oktober 2005    | Ramat Gan, Israël     | Israël – Faeröer             | 2 – 1   | WK 2006 kwalificatie | 6          | 0                                          | 0           |
| 16 augustus 2006  | Vaduz, Liechtenstein  | Liechtenstein – Zwitserland  | 0 – 3   | Vriendschappelijk    | 3          | 0                                          | 0           |
| 2 september 2006  | Manchester, Engeland  | Engeland – Andorra           | 5 – 0   | EK 2008 kwalificatie | 3          | 0                                          | 0           |
| 12 september 2007 | Podgorica, Montenegro | Montenegro – Zweden          | 1 – 2   | Vriendschappelijk    | 6          | 0                                          | 0           |
| 20 augustus 2008  | Luxemburg, Luxemburg  | Luxemburg – Macedonië        | 1 – 4   | Vriendschappelijk    | 0          | 0                                          | 0           |
| 25 mei 2010       | Linz, Oostenrijk      | Kameroen – Georgië           | 0 – 0   | Vriendschappelijk    | 1          | 0                                          | 0           |
| 30 mei 2010       | Kufstein, Oostenrijk  | Wit-Rusland – Zuid-Korea     | 1 – 0   | Vriendschappelijk    | 4          | 0                                          | 0           |